# 5799 Brewington
5799 Brewington (1980 TG4) là một tiểu hành tinh vành đai chính được phát hiện ngày 9 tháng 10 năm 1980 bởi Shoemaker, C. S. ở Palomar.